# Heinrich Ferdinand Richter
Heinrich Ferdinand Richter (* 1799 in Weißag; † 24. Januar 1832 in Leipzig) war ein deutscher Philosoph.

## Leben
Richter studierte bis 1822 Philosophie an der Universität Leipzig. Er promovierte zum Dr. phil. 1822 und habilitierte sich 1824 ebenda. Von 1827 bis 1831 wirkte er als außerordentlicher Professor für Philosophie. Außerdem lehrte er an der Thomasschule zu Leipzig.

## Werke
- 1827: Vorläufige Replik an Vigilantius Rationalis
- 1829: Das Philosophische Strafrecht begründet auf die Idee der Gerechtigkeit
- 1832: Lehrbuch der Rhetorik
- 1827: Über das Verhältniß der Philosophie zum Christenthum